# Dienis Popow
Dienis Aleksandrowicz Popow (ros. Денис Александрович Попов, ur. 4 lutego 1979 w Noworosyjsku) – rosyjski piłkarz grający na pozycji napastnika. W swojej karierze rozegrał 5 meczów w reprezentacji Rosji.

## Kariera klubowa
Swoją karierę piłkarską Popow rozpoczął w klubie Czernomoriec Noworosyjsk. W 1996 roku awansował do kadry pierwszej drużyny i w sezonie 1996 zadebiutował w niej w Priemjer-Lidze. W sezonie 1997 został wypożyczony do klubu Kubań Sławiańsk-na-Kubani. W 1998 roku wrócił do Czernomorca i grał w nim do końca 2000 roku.
W 2001 roku Popow przeszedł do CSKA Moskwa. W sezonie 2002 wywalczył wicemistrzostwo Rosji oraz zdobył Puchar Rosji. W sezonie 2003 został mistrzem kraju, a w sezonie 2004 - wicemistrzem.
W połowie 2004 roku Popow został zawodnikiem Kubania Krasnodar. W sezonie 2004 spadł z nim do Pierwszej Dywizji. W 2006 roku wrócił do Czernomorca, a w połowie roku został piłkarzem Dynama Mińsk, z którym został wicemistrzem Białorusi. W 2007 roku grał w Spartaku Nalczyk, a w 2008 roku najpierw w Czernomorcu Noworosyjsk, a następnie w Torpedzie Moskwa. W 2009 roku występował w FK Chimki, w którym zakończył karierę.
| Sezon | Klub                       | Kraj     | Rozgrywki        | Mecze | Gole |
| ----- | -------------------------- | -------- | ---------------- | ----- | ---- |
| 1996  | Czernomoriec Noworosyjsk   | Rosja    | Priemjer-Liga    | 2     | 0    |
| 1996  | Czernomoriec-2 Noworosyjsk | Rosja    | IV liga          | 29    | 3    |
| 1997  | Kubań Sławiańsk-na-Kubani  | Rosja    | IV liga          | 27    | 16   |
| 1998  | Czernomoriec Noworosyjsk   | Rosja    | Priemjer-Liga    | 14    | 1    |
| 1999  | Czernomoriec Noworosyjsk   | Rosja    | Priemjer-Liga    | 13    | 2    |
| 2000  | Czernomoriec Noworosyjsk   | Rosja    | Priemjer-Liga    | 19    | 8    |
| 2001  | CSKA Moskwa                | Rosja    | Priemjer-Liga    | 18    | 4    |
| 2002  | CSKA Moskwa                | Rosja    | Priemjer-Liga    | 27    | 7    |
| 2003  | CSKA Moskwa                | Rosja    | Priemjer-Liga    | 20    | 8    |
| 2004  | CSKA Moskwa                | Rosja    | Priemjer-Liga    | 2     | 0    |
| 2004  | CSKA-2 Moskwa              | Rosja    | IV liga          | 10    | 6    |
| 2004  | Kubań Krasnodar            | Rosja    | Priemjer-Liga    | 11    | 3    |
| 2005  | Kubań Krasnodar            | Rosja    | Pierwyj diwizion | 31    | 5    |
| 2006  | Czernomoriec Noworosyjsk   | Rosja    | Wtoroj diwizion  | 6     | 6    |
| 2006  | Dynama Mińsk               | Białoruś | Wyszejszaja liha | 6     | 3    |
| 2007  | Spartak Nalczyk            | Rosja    | Priemjer-Liga    | 4     | 0    |
| 2007  | Spartak-2 Nalczyk          | Rosja    | IV liga          | 5     | 3    |
| 2008  | Czernomoriec Noworosyjsk   | Rosja    | Pierwyj diwizion | 27    | 15   |
| 2008  | Torpedo Moskwa             | Rosja    | Pierwyj diwizion | 14    | 9    |
| 2009  | FK Chimki                  | Rosja    | Priemjer-Liga    | 2     | 0    |

## Kariera reprezentacyjna
W reprezentacji Rosji Popow zadebiutował 6 czerwca 2001 roku w wygranym 2:1 meczu eliminacji do MŚ 2002 z Luksemburgiem, rozegranym w Luksemburgu, gdy w 52. minucie zmienił Aleksieja Smiertina. Od 2001 do 2003 roku rozegrał w kadrze narodowej 5 meczów.